# Glyphanostomum abyssale
Glyphanostomum abyssale är en ringmaskart som beskrevs av Francis Day 1967. Glyphanostomum abyssale ingår i släktet Glyphanostomum och familjen Ampharetidae. Inga underarter finns listade i Catalogue of Life.